# Shimobe
Shimobe (下部町, Shimobe-chō), connu entre 1875 et 1954 sous le nom de Tomisato (富里村, Tomisato-mura), est un ancien bourg de la préfecture de Yamanashi, ayant existé jusqu'au 13 septembre 2004, date de sa fusion avec les bourgs de Nakatomi et Minobu pour former le nouveau bourg de Minobu. Il faisait partie du district de Nishiyatsushiro.

## Géographie

### Topographie et hydrographie
Située à l'extrémité sud-ouest de la préfecture et à l'extrémité sud-ouest du district de Nishiyatsushiro, Shimobe se trouve dans une région montagneuse, avec des montagnes escarpées telles que les monts Hiru (蛾ケ岳), Ōbira (大平山) et Shaka (釈迦ヶ岳) au nord, et les monts Ryū (ja) (竜ヶ岳) et Kenashi (毛無山) à l'est, ainsi que le lac Motosu, à la frontière avec Kamikuishiki (ja). La rivière Tokiwa (常葉川) et ses affluents se jettent au sud-ouest dans le fleuve Fuji, et les habitations sont dispersés sur les plaines le long de la route qui longe la vallée de la Tokiwa.

### Villes limitrophes

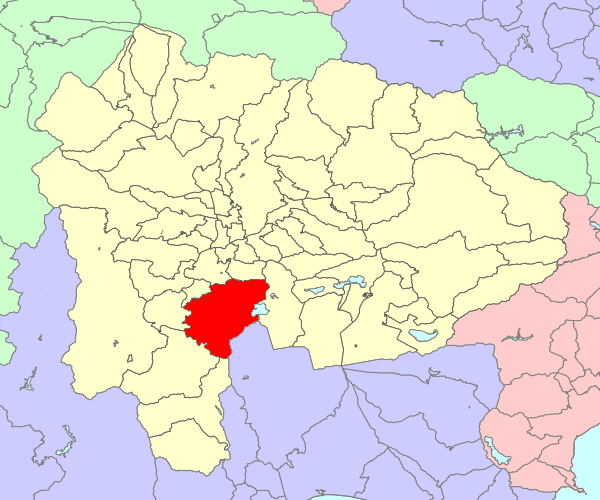
Localisation de Shimobe dans la préfecture de Yamanashi (tracés territoriaux du 1er mars 2003).

Entités territoriales limitrophes à la date de la fusion du 13 septembre 2004,,. Le 1er juillet 1889, Tomisato est entouré à partir de l'ouest, dans le sens horaire, des villages de Kyōwa (ja) (共和村), Kunado (ja) (久那土村) et Furuseki (ja) (古関村), tous trois du même district de Nishiyatsushiro, le village de Kamiide (ja) (上井出村), du district de Fuji de la préfecture voisine de Shizuoka, des villages de Sakae (ja) (栄村) et d'Ōkouchi (ja) (大河内村), du même district de Nishiyatsushiro, puis du village de Shimoyama (ja) (下山村), du district voisin de Minamikoma,. Le 11 février 1955, le bourg de Minobu (身延町), du district de Minamikoma absorbe Shimoyama, Ōkouchi et le village de Toyooka (ja) (豊岡村), du district de Minamikoma, et devient voisin de Shimobe. Le 1er avril 1955, Sakae fusionne avec le village de Mutsuai (ja) (睦合村) pour devenir le bourg de Nanbu (南部町). Le 30 septembre 1956, après avoir fusionné avec Kyōwa, Kunado et Furuseki, Tomisato (maintenant Shimobe) devient voisin des bourgs de Nakatomi (中富町), du district de Minamikoma, et de ceux de Rokugō (六郷町), Ichikawadaimon (市川大門町) et Mitama (三珠町), ainsi que du village de Kamikuishiki (ja) (上九一色村), tous quatre du même district. Le 1er avril 1958, Kamiide et trois autres villages sont intégrés dans la ville de Fujinomiya (富士宮市).

## Histoire
Des sites archéologiques de la période Jōmon (jusqu'à 400 av. J.-C.) existent à Shimobe. Sous le système Ritsuryō, l'actuel Shimobe appartient au canton de Kawai (川合郷), dans le comté de Yatsushiro (ja) (八代郡). À la fin de la période Heian (794-1185), le clan Akiyama (秋山氏), dérivé du clan Gen de Kai (ja) (甲斐源氏, Kai Gen-ji), s'intalle dans la région, et engendre la création des clans Tokiwa (常葉氏), qui y prospère jusqu'à la période Sengoku (1477-1573), Kai-Baba (甲斐馬場氏), qui tient une seigneurie à Ichinose et se développe pendant la période Sengoku à la place des Tokiwa, et Mizawa (ja) (三沢氏), qui tient une seigneurie à Misawa (三沢). Pendant la période Sengoku, la région de Kawauchi (correspondant au sud de la préfecture de Yamanashi actuelle) est gouvernée par le clan Anayama (穴山氏), vassal du clan Takeda (武田氏). La production de bois et la mine d'or de Yunooku (ja) (湯之奥金山) mènent l'économie des Anayama.
Le clan Yunooku Sano (湯之奥佐野), vassal du clan Anayama et originaire du canton de Yunooku (湯之奥郷), contrôlent le canton. Pendant la période Sengoku, le chef des Yunooku Sano, Sano Nuiemonnojō (ja) (佐野 縫殿右衛門尉), devient connu pour sa qualité de « yamazō » (山造), un homme impliqué dans l'exploitation du bois et l'industrie du sciage. Les descendants du clan Yunooku Sano continuent de vivre dans le village de Yunooku pendant l'époque d'Edo (1603-1868) et servent de chefs de village, changeant leur nom en Kadonishi (門西). La résidence Kadonishi (門西家住宅), un bâtiment datant du milieu de l'époque d'Edo dans lequel vivait la famille Kadonishi, est située à Yunooku et est désignée comme un bien culturel important.
À l'époque moderne, 33 villages sont créés, et 31 villages, en plus de Hatsusaka (八坂村) et Orikado (折門), qui appartenaient au secteurs du centre et de Kuishiki (ja) (中郡筋, 九一色筋), sont intégrés dans la région de Kawauchi-est (東河内領). En 1624, Hatsusaka et Orikado deviennent des fiefs des Hatamoto, et en 1661, Yunooku et Kamahitai (釜額) deviennent des fiefs de Tokugawa Tsunayoshi (徳川 綱吉). D'autres villages étaient sous le contrôle direct du shogunat au début de l'époque d'Edo, et en 1705, tous sont intégrés au domaine de Kōfu. En 1724, ils sont à nouveau sous le contrôle du shogunat lorsque l'ensemble de la province de Kai est placé sous contrôle direct des Tokugawa, et à la fin de l'époque d'Edo, ils sont administrés par la magistrature de Kamiida (上飯田代官), puis par la magistrature d'Ichikawa (市川代官). Le village original de Shimobe (下部村) existe avant le début de l'ère Meiji le 23 octobre 1868. En effet, le 10 octobre 1868, toutes les municipalités de la magistrature d'Ichikawa, incluant Shimobe, sont intégrés dans la nouvelle préfecture d'Ichikawa (ja) (市川県), dans le comté de Yatsushiro. Le 11 décembre, la préfecture d'Ichikawa devient la préfecture de Kai (甲斐府). Le 27 août 1869, la préfecture de Kai devient la préfecture de Kōfu (甲府県), puis la préfecture de Yamanashi le 10 janvier 1871. En avril 1875, Shimobe fusionne avec les villages de Kitagawa (北川村), Ichinose (市之瀬村), Sugiyama (杉山村), Iwakake (岩欠村), Oidaira (大炊平村), Kiyozawa (清沢村), Tokiwa (常葉村), Uenotaira (上野平村), Hadakajima (波高島村), Momogakubo (桃ヶ窪村) et Yunooku (湯奥村) pour former le village de Tomisato (富里村). Le 22 juillet 1878, à l'adoption de la nouvelle loi municipale (ja), Tomisato intègre le district de Nishiyatsushiro, nouvellement créé par morcellement du district de Yatsushiro (comté de Yatsushiro), dissout à l'occasion. Le 1er juillet 1889, avec l'adoption de la loi municipale moderne (ja) (町村制), le village de Tomisato est recréé, en absorbant en plus une partie du village de Ōkouchi (ja) (大河内村), qui continue d'exister. Le 1er avril 1949, Tomisato absorbe l'ōaza (ja) (section de village) de Miyaki (宮木) du village de Kyōwa. Le 1er avril 1954, Tomisato est promu, et devient le bourg de Shimobe (下部町),. Le 30 septembre 1956, Shimobe absorbe les villages de Kyōwa, Kunado et Furuseki. Le 1er avril 1958, les ōaza de Shimotanbara (下田原) et Miyaki (宮木) passent au village voisin de Nakatomi.
Outre l'agriculture, Shimobe vit principalement de l'industrie forestière, incluant la production de charbon de bois et la fabrication de papier, unique à la région de Kawauchi, entre autres. La route de Kawauchi-est (東河内路), une route secondaire de la route de Kawauchi, le Sunshū Ōkan (ja) reliant les provinces de Kai et de Suruga, part d'Iwama (ja) (岩間, maintenant dans le bourg d'Ichikawamisato), traverse Shimobe du nord au sud et rejoint la route de Kawauchi à Inako (稲子, maintenant dans la ville de Fujinomiya), dans la province de Suruga. Les berges du Fuji à Hadakajima (波高島) permettaient aussi le transport maritime par bac sur le Fuji entre Kajikazawa et Iwabuchi (ja) (岩淵).
À l'époque moderne, de nouvelles industries sont apparues, comme la sériciculture et le tourisme centré sur les sources thermales, mais le bourg connaît un dépeuplement et un vieillissement de la population à l'aube de la fusion. Le 13 septembre 2004, après des ententes avec les différents conseils municipaux, le bourg de Shimobe et ceux de Minobu (身延町) et de Nakatomi (中富町) sont fusionnés pour créer le nouveau bourg de Minobu,.

## Éducation

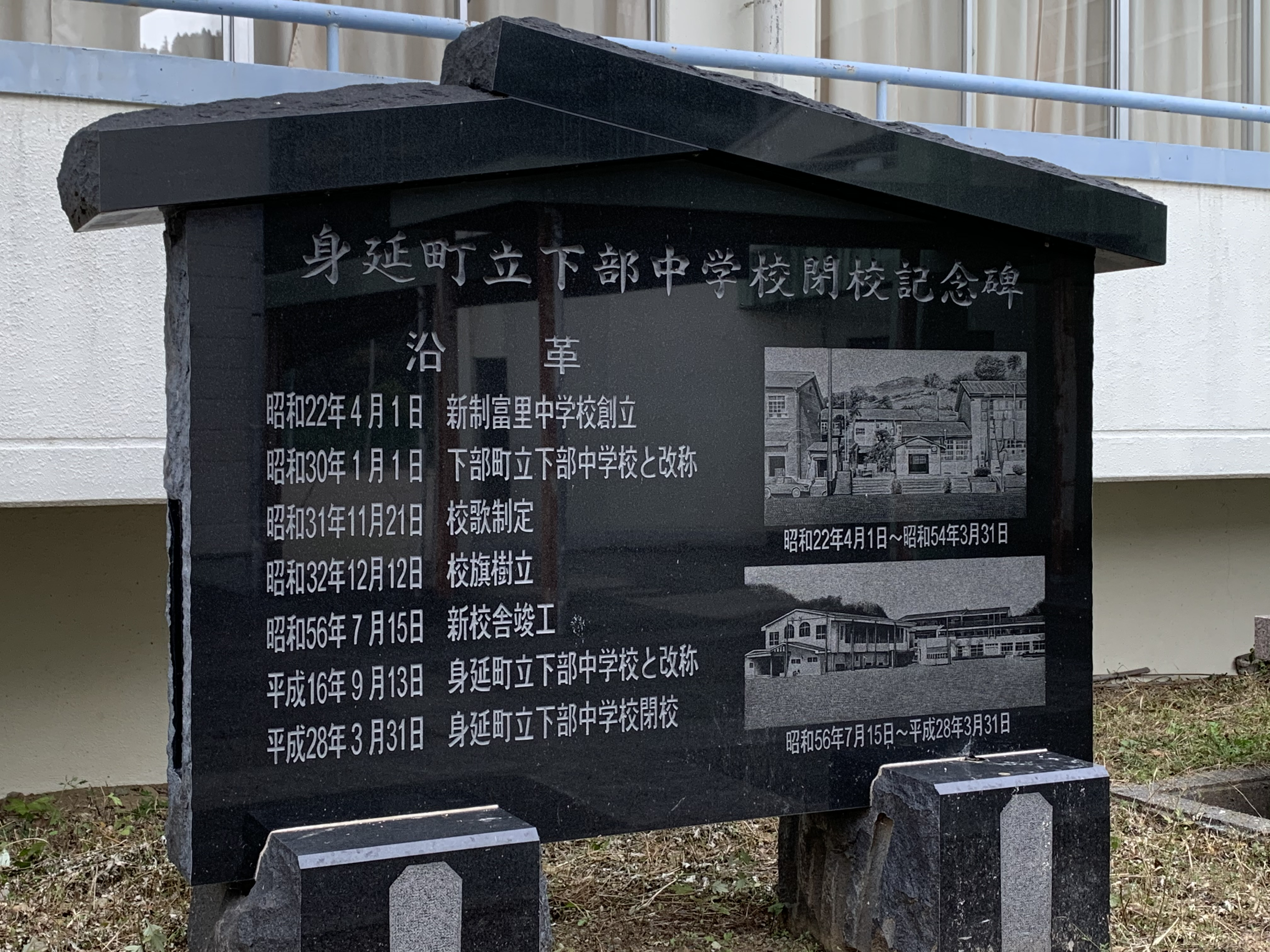
Stèle commémorant le collège Shimobe.

On y trouve le lycée Kyōnan (ja) (山梨県立峡南高等学校), fermé en 2022 après la fusion municipale, ainsi que les collèges Kunado (久那土中学校) et Shimobe (ja) (身延町立下部中学校), aussi fermé après la fusion, en 2016. S'y trouvent aussi deux écoles primaires, celles de Kunado et de Shimobe.

## Transports
La municipalité est desservie par la ligne Minobu de JR Central, par les gares de Hadakajima (en) (波高島駅), Shimobe-onsen (en) (下部温泉駅), Kai-Tokiwa (en) (甲斐常葉駅), Ichinose (en) (市ノ瀬駅) et Kunado (en) (久那土駅).
Les routes préfectorales 411 (ja) et 412 passent par la municipalité, et on y trouve la halte routière de Shimobe (ja) (道の駅しもべ).

## Culture et patrimoine
- Shimobe Onsen (ja) (下部温泉)
  - Shimobe Hotel (ja) (下部ホテル)
- Mont Kenashi (毛無山)

## Personnes notables
- Seiji Kihara (en) (木原 誠二, Kihara Seiji?, 1970-), homme politique, sa mère est originaire de Shimobe[7].